# Има Сумак
И́ма Су́мак (исп. Yma Súmac, Imma Sumack), настоящее имя — Со́ила Аугу́ста Эмператри́с Ча́варри дель Касти́льо (исп. Zoila Augusta Emperatriz Chávarri del Castillo); 13 сентября 1922 — 1 ноября 2008) — перуанская и американская певица. Владела уникальным диапазоном почти в пять октав. Её сценический псевдоним на языке кечуа означает: «Ах, какая красота!»

## Биография
Детство Имы Сумак прошло в горном селении Ичокан, расположенном в окрестностях Кахамарки, на севере Перу, где у её родителей было ранчо.
Она не получила музыкального образования и не знала нот; сама она говорила, что выучилась петь, подражая голосам птиц. В дальнейшем её учителем в музыке был муж, композитор и музыкант Мойзес Виванко (1918—1998).
Способность её голоса практически моментально переходить от самых низких к самым высоким тонам и издавать «совершенно нечеловеческие звуки» хорошо заметна в популярной песне «Дева Бога Солнца» («Virgin Of The Sun God» — в Советском Союзе эта песня была известна как «Гимн Солнцу»), в песне «Хиваро» («Jivaro»). Эти песни воспринимались как реквием по погибшей культуре и цивилизации инков.
Она стала исполнительницей в стиле мамбо, ставшем популярным позже, поэтому некоторые неправильно воспринимают её как певицу в стиле easy listening. Её голос несколько раз использовался в кино и рекламе.

### Детство и юность
Её голос, сформировавшийся к тринадцати годам, обращал на себя внимание окружающих. В 1942 году приглашена на Аргентинское радио. Вскоре вся Южная Америка была очарована её голосом. В 1943 году певица записала в Аргентине не менее восемнадцати песен, вышедших в виде серии синглов на 78 об/мин.

### 1950-е годы
В 1946 году поселилась с мужем в Нью-Йорке. В 1949 году у них родился сын Карлос (Папучка, Чарли).
В США и Европе о ней узнали в 1950 году, когда на лейбле Capitol вышла её пластинка Voice of the Xtabay, разошедшаяся тиражом в 100 тысяч копий, причём она стала сверхпопулярной практически без всякой рекламы.
Первые песни, записанные в США, напоминали пение экзотических птиц. По словам музыкальных критиков, «индейские корни придавали её пению отзвук мистических традиций Южной Америки, а европейская классическая постановка голоса позволяла ей виртуозно владеть экстраординарными вокальными данными».
Има Сумак обладала независимым характером: в частности, отказывалась одеваться так, как этого от неё требовали менеджеры для соответствия голливудским стандартам.
В тот период у певицы и её мужа были проблемы с уплатой налогов.

### 1960-е годы
Концерты певицы проходили в лучших музыкальных залах мира, она стала «почётным послом» до тех пор практически неизвестной в мире перуанской музыки.
В 1961 году она начала мировое турне с гастролей по городам Советского Союза, который после прошедшего в Москве VI Всемирного фестиваля молодёжи и студентов стал восприниматься в мире более открытым.
По личному указанию Н. С. Хрущёва Има Сумак получала за свои концерты авторские отчисления в конвертируемой валюте в течение всех шести месяцев своих гастролей в СССР в 1960—1961 годах.

### 1970-е — 1990-е годы
К концу 1960-х — началу 1970-х годов Иму Сумак стали забывать, хотя она продолжала петь и записываться. Так, в 1971 году вышла её пластинка с рок-опытами под названием «Miracles», а в 1975 году в концертном зале The Town Hall в Нью-Йорке прошёл её концерт. В 1987 году об Име Сумак вспомнили снова: она выступает в Ballroom, но окончательно возвращает признание публики в основном благодаря кинематографу (например, её знаменитая песня «Ataypura» звучала в фильме братьев Коэнов «Большой Лебовски», с ней же певица выступала в программе Late Show with David Letterman).
В середине 1990-х годов Има Сумак ещё выступала в концертных залах Западной Европы, её голос по-прежнему очаровывал слушателей, а на пластинке завораживающую экзотику её индейских мелодий сменяли ритмы карнавальной румбы и заводного ча-ча-ча, вновь ставшие популярными. Последний концерт Имы Сумак состоялся в рамках Международного джазового фестиваля в Монреале в 1997 году.
В 1998 году вышел альбом названием Yma Rocks!, куда вошли её ранее неопубликованные рок-композиции семидесятых, в том числе «Savage Rock», «Savage Rock. Alternative version» и «Parade».
Список коммерческих записей песен певицы содержит 139 песен:
- Voice of the Xtabay (1950), Capitol Records CD-244 (78rpm set)[18]
- Flahooley (1951), Capitol DF-284 (78rpm set)
- Legend of the Sun Virgin (1952), Capitol DDN-299 (78rpm set)
- Inca Taqui (1953), Capitol L-243 (10" LP)
- Voice of the Xtabay & Inca Taqui, (1955) Capitol W-684 (both on one 12" LP)
- Mambo! (1954), Capitol T-564 (10" LP)
- Legend of the Jivaro (1957), Capitol T-770 (12" LP)
- Fuego Del Ande (1959), Capitol T-1169 (Monophonic); ST 1169 (Stereo) (mono and stereo versions were separate recordings) (12" LP)
- Recital (1961), EDE-073 (12" LP) — reissued on CD, ESP-DISK' 4029 (2006)
- Miracles (1971), London XPS 608 (12" LP) — reissued on CD as Yma Rocks! (1998), JOM-1027-2
- I Wonder on Stay Awake: Various Interpretations of Music from Vintage Disney Films, 1988 (one of Various Artists)

## Фильмография
В 1954 году Има Сумак снялась в роли Кори-Тики (Kori-Tika) и исполнила несколько своих песен в приключенческом фильме Джерри Хоппера «Тайна инков», фактически открывшим культуру её народа для широкого американского, а затем и мирового зрителя. Своей яркой экзотической внешностью она обратила на себя внимание продюсеров, предложивших ей следующую роль — в картине Уильяма Дитерле «Омар Хайям» (1957).
По румынскому телевидению показывался записанный на плёнку её бухарестский концерт.
В советском научно-фантастическом кинофильме «Планета бурь» (реж. П. Клушанцев, 1961) «космическое» звучание голоса Имы Сумак дало возможность не прибегать к использованию экзотического в те времена синтезатора.
После возвращения Имы Сумак на большую сцену в 1990-е годы в нескольких странах вышли биографические фильмы, посвящённые жизни певицы: например, французский «La Castafiore Inca» и немецкий «Yma Sumac: Hollywood’s Inca Princess».